# 克莱讷圣戈
克莱讷圣戈（法語：Quelaines-Saint-Gault，法語發音：[kəlɛn sɛ̃ ɡo]）是法国马耶讷省的一个市镇，位于该省南部，属于贡捷堡区。

## 地理
克莱讷圣戈（47°55'28"N, 0°48'9"W）面积42.25 平方千米，位于法国卢瓦尔河地区大区马耶讷省，该省份为法国西北部内陆省份，北起芒什省和奧恩省，西接伊勒-维莱讷省，南至曼恩-卢瓦尔省，东临萨尔特省。
与克莱讷圣戈接壤的市镇（或旧市镇、城区）包括：阿斯蒂耶、维宽河畔尼耶、乌赛、奥里涅、珀通、科姆、拉罗什讷维尔。

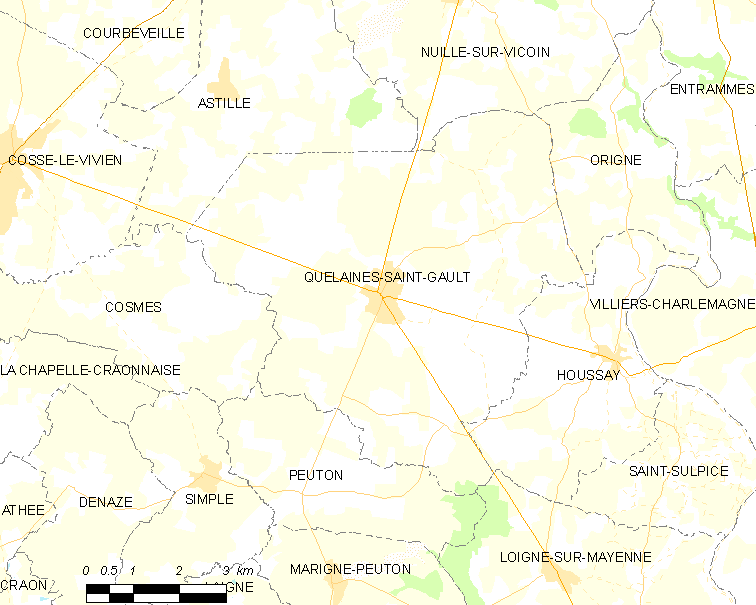
克莱讷圣戈的OSM定位图

克莱讷圣戈的时区为UTC+01:00、UTC+02:00（夏令时）。

## 行政
克莱讷圣戈的邮政编码为53360，INSEE市镇编码为53186。

## 政治
克莱讷圣戈所属的省级选区为科塞勒维维安县。

## 人口

1962-2008年间克莱讷圣戈人口变化图示

克莱讷圣戈于2022年1月1日时的人口数量为2141人。